# Saurat
Saurat (okzitanisch gleichlautend) ist eine französische Gemeinde mit 697 Einwohnern (Stand: 1. Januar 2022) im Département Ariège in der Region Okzitanien (vor 2016: Midi-Pyrénées). Die Gemeinde gehört zum Arrondissement Foix, zum Kanton Sabarthès und zum Gemeindeverband Pays de Tarascon. Die Bewohner nennen sich Sauratois.

## Geographie
Saurat liegt etwa elf Kilometer südsüdwestlich von Foix im Regionalen Naturpark Pyrénées Ariégeoises am gleichnamigen Fluss Saurat. Umgeben wird Saurat von den Nachbargemeinden Brassac im Norden, Ganac im Norden und Nordosten, Montoulieu im Nordosten und Osten, Bédeilhac-et-Aynat im Osten, Rabat-les-Trois-Seigneurs im Süden, Massat im Westen sowie Boussenac und Le Bosc im Westen und Nordwesten.

## Bevölkerungsentwicklung
| Jahr                       | 1962 | 1968 | 1975 | 1982 | 1990 | 1999 | 2006 | 2019 |
| Einwohner                  | 1099 | 1007 | 812  | 693  | 652  | 601  | 592  | 641  |
| Quellen: Cassini und INSEE |      |      |      |      |      |      |      |      |

## Liste der Bürgermeister
| Zeitraum                                       | Zeitraum      | Name                                       | Partei   | Beruf                       |
| 1787                                           | Dezember 1792 | Georges Bergasse de Laziroules (1763–1827) |          |                             |
| Dezember 1792                                  | Januar 1793   | ?                                          | modéré   |                             |
| Januar 1793                                    |               | Georges Bergasse de Laziroules (1763–1827) | patriote |                             |
| 1840                                           | 1843          | Dessort                                    |          |                             |
| 1865                                           | 1898          | Paul Georges Bergasse de Laziroules        |          |                             |
| 1898                                           | 1904          | Georges Bergasse de Laziroules             |          |                             |
|                                                |               | Albert Sans                                | PS       |                             |
|                                                |               | Rivère                                     | PS       |                             |
|                                                |               | Jean Antoine Pianelli                      | PS       |                             |
| März 2001                                      | 2008          | Jean Roques                                |          |                             |
| März 2008                                      | Mai 2020      | Anne-Marie Basseras                        |          | vom Lehrberuf zurückgezogen |
| Mai 2020                                       | bis heute     | Jean-Luc Rouan                             |          | Ancien Cadre                |
| Liste wegen fehlender Daten nicht vollständig. |               |                                            |          |                             |

## Sehenswürdigkeiten

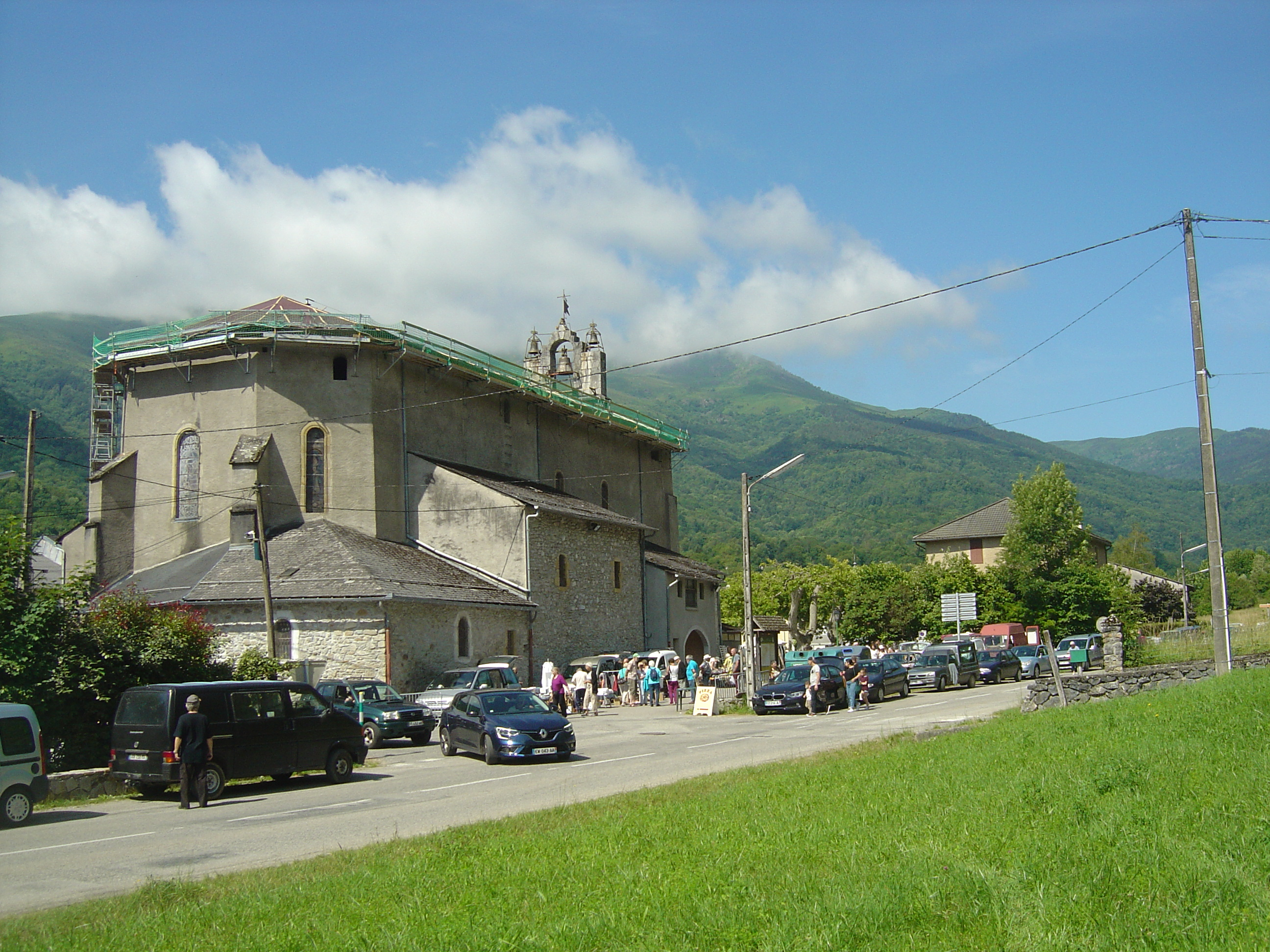
Kirche Sainte-Madeleine
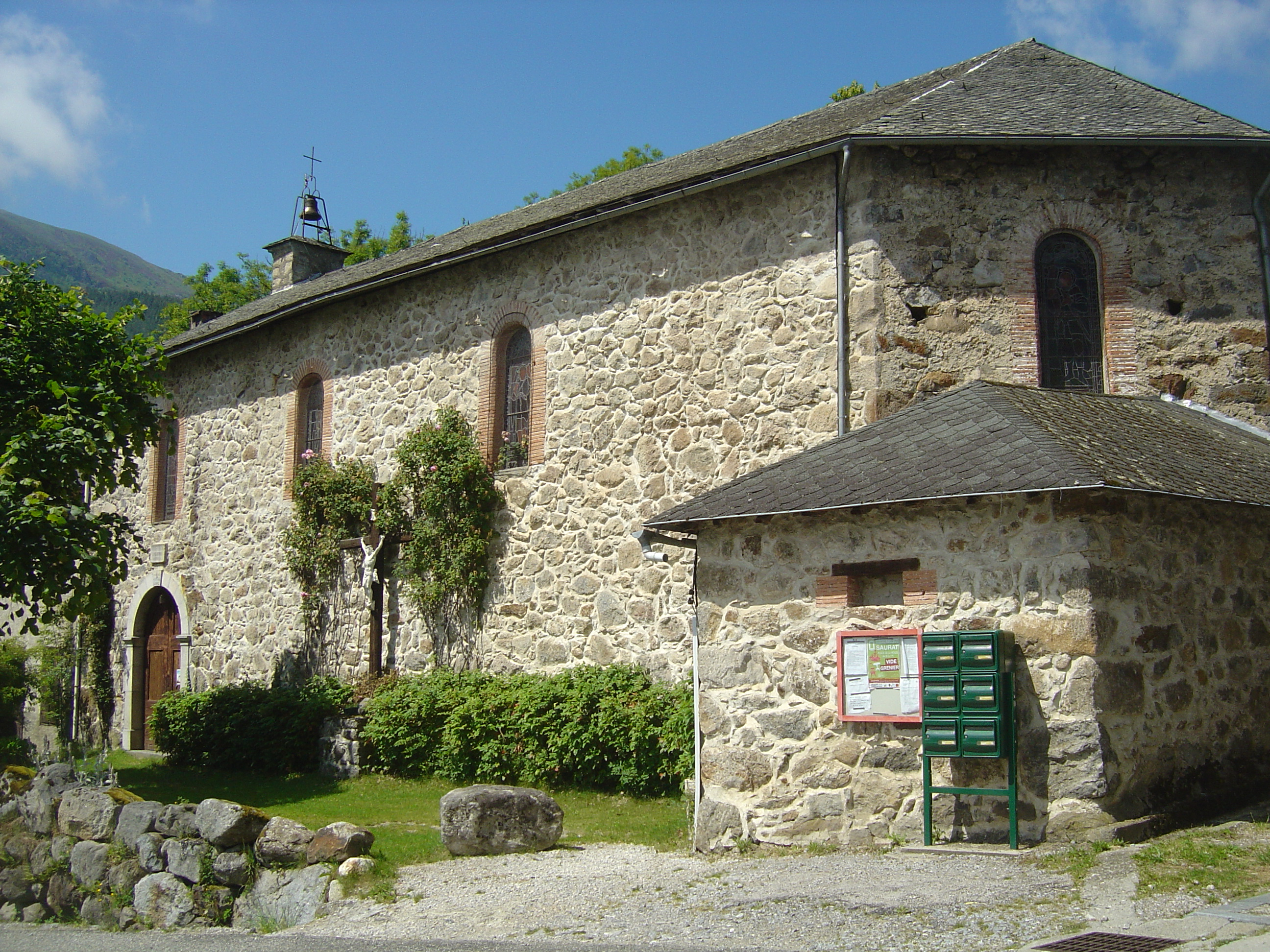
Kirche Saint-Blaise im Ortsteil Prat Communal

- Kirche Saint-Blaise
- Burgruine Calamès mit dem erhaltenen Turm Le Calamès
- Burg Miramont
- Turm Montorgueil
- Höhle von Siech

- Kirche Sainte-Madeleine
- Kirche Saint-Blaise im Ortsteil Prat Communal